# Cisuraliense
| Era Eratema | Periodo Sistema | Época Serie                | Edad Piso                      | Inicio, en millones de años |
| ----------- | --------------- | -------------------------- | ------------------------------ | --------------------------- |
| Paleozoico  | Pérmico         | Lopingiense Lopingiano     | Changhsingiense Changhsingiano | 254,2±0,1                   |
| Paleozoico  | Pérmico         | Lopingiense Lopingiano     | Wuchiapingiense Wuchiapingiano | 259,51±0,21                 |
| Paleozoico  | Pérmico         | Guadalupiense Guadalupiano | Capitaniense Capitaniano       | 264,28±0,16                 |
| Paleozoico  | Pérmico         | Guadalupiense Guadalupiano | Wordiense Wordiano             | 266,9±0,4                   |
| Paleozoico  | Pérmico         | Guadalupiense Guadalupiano | Roadiense Roadiano             | 274,4±0,4                   |
| Paleozoico  | Pérmico         | Cisuraliense Cisuraliano   | Kunguriense Kunguriano         | 283,3±0,4                   |
| Paleozoico  | Pérmico         | Cisuraliense Cisuraliano   | Artinskiense Artinskiano       | 290,1±0,1                   |
| Paleozoico  | Pérmico         | Cisuraliense Cisuraliano   | Sakmariense Sakmariano         | 293,52±0,17                 |
| Paleozoico  | Pérmico         | Cisuraliense Cisuraliano   | Asseliense Asseliano           | 298,9±0,2                   |
| Paleozoico  | Carbonífero     | Carbonífero                | Carbonífero                    | 358,86±0,19                 |
| Paleozoico  | Devónico        | Devónico                   | Devónico                       | 419,62±1,36                 |
| Paleozoico  | Silúrico        | Silúrico                   | Silúrico                       | 443,1±0,9                   |
| Paleozoico  | Ordovícico      | Ordovícico                 | Ordovícico                     | 486,8 ±1,5                  |
| Paleozoico  | Cámbrico        | Cámbrico                   | Cámbrico                       | 538,8±0,6                   |

El Cisuraliense o Cisuraliano es la primera serie y época del Pérmico en la escala temporal geológica. Sucede al Pensilvánico Superior (última serie del Carbonífero) y antecede al Guadalupiense. Comienza hace unos 299 millones de años y finaliza hace unos 274 millones de años. Está dividido en cuatro pisos/edades: Asseliense, Sakmariense, Artinskiense y Kunguriense
El Cisuraliense es, a menudo, sinónimo de los términos informales Pérmico Inferior (para la serie) y Pérmico Temprano (para la época).

## Nombre
El nombre «Cisuraliense» fue propuesto en 1982, y aprobado por la Comisión Internacional de Estratigrafía, a propuesta de la International Subcommission on Permian Stratigraphy, en 1996. Procede del prefijo «cis-» ('de la parte acá') y «Urales», por las laderas occidentales de los montes Urales en Rusia y Kazajistán.

## Sección estratotipo y punto de límite global
La base de la serie Cisuraliense y, por tanto, del sistema Pérmico, coincide con la sección estratotipo y punto de límite global (GSSP) de la base de piso Asseliense, que está definida por la primera aparición del conodonto Streptognathodus isolatus en el registro estratigráfico. El GSSP está localizado en el valle del río Aidaralash, cerca de Aktobé en los montes Urales de Kazajistán.

## Paleogeografía
Gondwana colisionó con Laurasia y creó la orogenia Apalache en lo que hoy es Norteamérica. En el noroccidente de Europa, continuó con la orogenia varisca. Esto creó el gran supercontinente de Pangea, a mediados del Pérmico temprano, lo cual tubo que tener un impacto en el clima.

## Clima
Al comienzo del Pérmico, la era del hielo del Paleozoico tardío, la cual comenzó en el Carbonífero, estaba en su pico. Los glaciares retrocedieron sobre el curso del Cisuraliense tardío, así como el clima de la Tierra, gradualmente, se calentó, particularmente, durante el Evento de Calentamiento de Artinskian, secando el interior del continente. El cinturón pan-tropical de Pangea, particularmente, experimentó una significativa aridez durante esta época.

## Biodiversidad

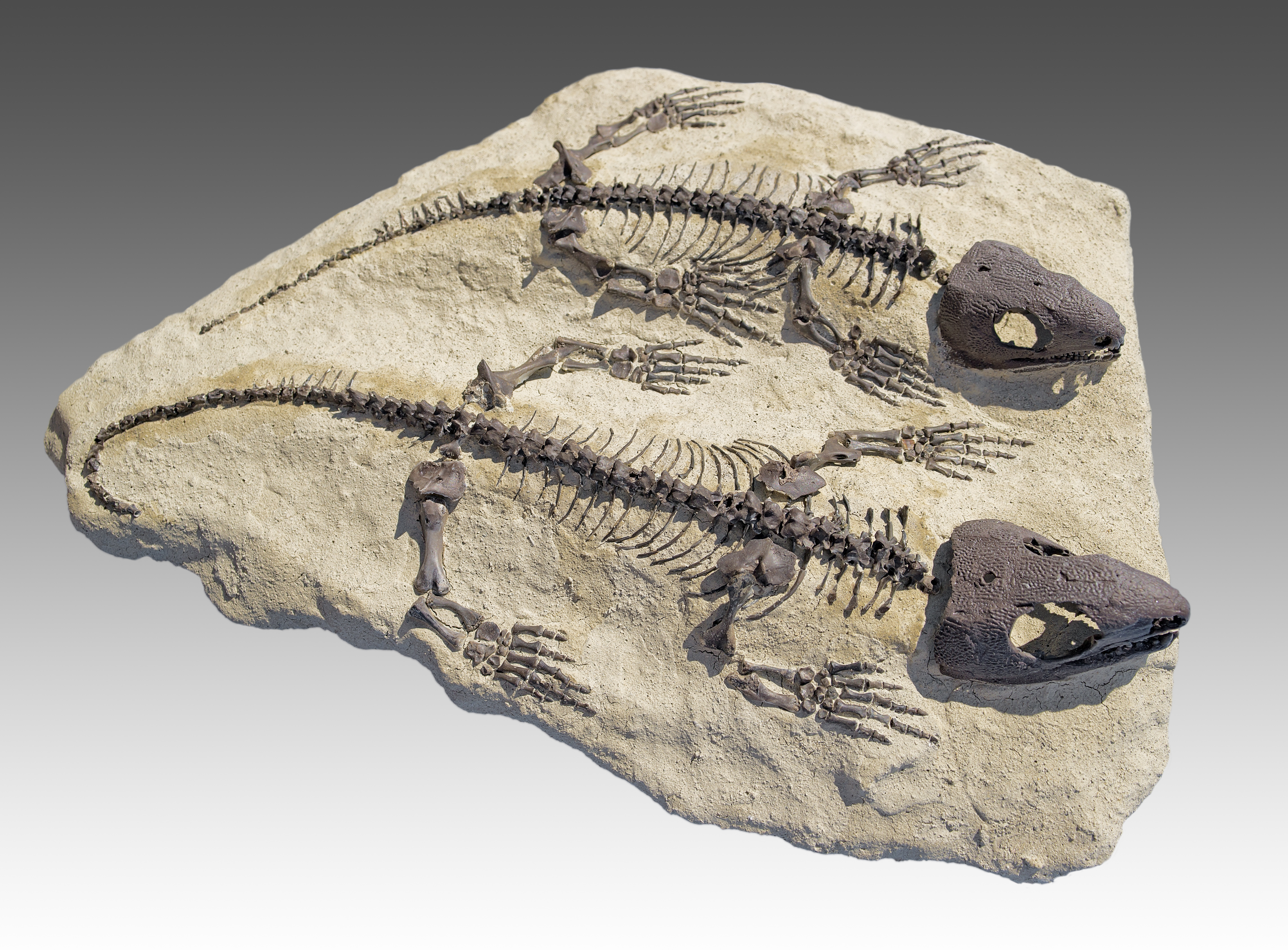
Fósiles de Captorhinus aguti, un reptil primitivo del Cisuraliense de Oklahoma (EE. UU.)

Las franjas pantanosas eran más de helechos, semillas de helechos, y lycophyta. Las series vieron la aparición de escarabajos y moscas.
Los pantanos de carbón del Carbonífero continuaron y los herbívoros, Diadectes y Edaphosaurus. El interior seco con pequeños insectívoros. Los caseidos y prototerapsidos Tetraceratops hicieron su aparición. La vida marina era, probablemente, más diversa que en tiempos modernos, ya que el clima se calentó. Tiburones inusuales como el Helicoprion continuaron en estas series.
Las faunas terrestres del Pérmico temprano eran dominadas por pelicosaurios, diadéctidos y anfibios, los pelícosaurios aparecieron durante el Carbonífero tardío, y alcanzaron su apogeo en el Cisuraliense permaneciendo como los animales terrestres dominantes por algo de 40 millones de años. Algunos continuaron en el Capitaniense. Fueron seguidos por los terápsidos.

## Interés económico
Las calizas en el borde de la Plataforma Rusa componen los yacimientos petrolíferos de Ishimbái. Éstos yacimientos petrolíferos eran vitales para la Unión Soviética durante la Segunda Guerra Mundial, cuando los alemanes controlaban los yacimientos petrolíferos del occidente.